# Jon Iversen
Jon Wolsgaard Iversen (Sakskøbing, 1º dicembre 1889 – Copenaghen, 17 agosto 1964) è stato un attore e regista danese.
Iversen debuttò come attore al Teatro di Horsens, per poi passare a Copenaghen, presso l'Alexandrateatret, il Det Ny Teater e il Dagmarteatret. Fu in seguito attivo ai Teatri di Aarhus e di Odense, e poi di nuovo a Copenaghen, al teatro Casino e al Folketeatret.
Ha preso parte a diversi film muti ed in seguito anche a film sonori di cui spesso ha curato anche la regia e la sceneggiatura.

## Filmografia

### Attore
(Il regista, dove non ne si indica il nome, è sconosciuto).
- Livets bål, regia di Eduard Schnedler-Sørensen (1911)
- Forstærkningsmanden, regia di H. O. Carlson (1912)
- Nana (1912)
- Karnevalsnatten gåde (1912)
- Brændemærket (1912)
- Møllerens datter (1912)
- Under det sorte flag (1913)
- Blodhævnen (1913)
- Mara-Onga (1913)
- Rovfuglenes sidste bytte (1913)
- Manden fra mørket (1913)
- Den røde hertug (1913)
- Den sidste rose (1913)
- Forskrevet sig til Satan (1913)
- Under Vampyrers Kløer (1914)
- Den moderne Messalina, regia di Aage Brandt (1914)
- Hvem er hun?, regia di Emanuel Gregers (1914)
- Den dødes forbandelse (1914)
- Du skal angre (1914)
- En Dæmon fra Skovene (1915)
- Præsidentens Fald, regia di Aage Brandt  (1915)
- Hævnens nat, regia di Benjamin Christensen (1916)
- Mørkets Fyrste (1916)
- Barnet fra Skovsøen (1917)

- Søstrene Morelli, regia di Kay Van der Aa Kühle (1917)
- Nattens datter IV, regia di Kay Van der Aa Kühle (1917)
- Magdlene (1918)
- Præsidenten, regia di Carl Theodor Dreyer (1919)
- Lavinen (1920)
- Hotel Paradis, regia di George Schnéevoigt  (1931)
- Paustians Uhr, regia di Christian Holm  (1932)
- København, Kalundborg og - ?, regia di Ludvig Brandstrup e Holger Madsen (1934)
- Barken Margrethe af Danmark, regia di Lau Lauritzen Sr. (1934)
- Week-End, regia di Alice O'Fredericks e Lau Lauritzen Jr. (1935)
- Giftes - nej tak, regia di Lau Lauritzen Sr. e Holger Madsen (1936)
- Frøken Møllers jubilæum, regia di Alice O'Fredericks e Lau Lauritzen Jr. (1937)
- Inkognito, regia di Valdemar Lauritzen (1937)
- En ganske almindelig pige, regia di Lau Lauritzen Jr. e Alice O'Fredericks (1940)
- Familien Olsen, regia di Lau Lauritzen Jr. e Alice O'Fredericks (1940)
- Pas på svinget i Solby, regia di Lau Lauritzen Jr. e Alice O'Fredericks (1940)
- Tag til Rønneby kro, co-regia con Alice O'Fredericks (1941)
- Frøken Vildkat, regia di Lau Lauritzen Jr. e Alice O'Fredericks (1942)
- Støt står den danske sømand, regia di Bodil Ipsen e Lau Lauritzen Jr. (1948)
- I gabestokken, co-regia con Alice O'Fredericks (1950)
- Dorte, anche regia (1951)
- Arvingen, co-regia con Alice O'Fredericks (1954)
- Far til fire på Bornholm, regia di Robert Saaskin e Alice O'Fredericks (1959)

### Regista
- Plat eller krone (1937)
- Flådens blå matroser (1937)
- Den gamle præst, anche sceneggiatura (1938)
- Tag til Rønneby Kro, co-regia con Alice O'Fredericks (1941)
- Tyrannens fald, co-regia con Alice O'Fredericks (1942)
- En pige uden lige, anche sceneggiatura (1943)
- Elly Petersen, co-regia con Alice O'Fredericks (1944)
- Stjerneskud (1947)
- De røde heste (1950)
- I gabestokken, co-regia con Alice O'Fredericks (1950)
- Mosekongen, co-regia con Alice O'Fredericks (1950)
- Hold fingrene fra mor (1951)
- Vores fjerde far (1951)

- Dorte (1951)
- Avismanden (1952)
- Ta' Pelle med (1952)
- Min søn Peter (1953)
- Det gælder livet (1953)
- Arvingen, co-regia con Alice O'Fredericks  (1954)
- Tre finder en kro (1955)
- Den kloge mand (1956)
- Sønnen fra Amerika, anche soggetto e sceneggiatura (1957)
- Det lille hotel (1958)
- Mor skal giftes (1958)
- Den rige enke, anche sceneggiatura (1962)
- Sikke'n familie, co-regia con Alice O'Fredericks, anche soggetto (1963)

### Soggetto e sceneggiatura
- Den gamle præst, sceneggiatura (anche regia) (1938)
- En pige uden lige, sceneggiatura (anche regia) (1943)
- Bedstemor gaar amok, soggetto, regia di Alice O'Fredericks (1944)
- Sønnen fra Amerika, soggetto, sceneggiatura, regia (1957)
- Far til fire og onkel Sofus, soggetto e sceneggiatura, regia di Alice O'Fredericks (1957)
- Vagabonderne paa Bakkegaarden, soggetto e sceneggiatura, regia di Alice O'Fredericks (1958)
- Det skete paa Møllegaarden, soggetto e sceneggiatura, regia di Alice O'Fredericks (1960)
- Far til fire med fuld musik, soggetto e sceneggiatura, regia di Alice O'Fredericks (1961)
- Der brænder en ild, soggetto e sceneggiatura, regia di Alice O'Fredericks (1962)
- Den rige enke, anche regia (1962)
- Rikki og mændene, sceneggiatura, regia di Lisbet Movin e Lau Lauritzen Jr. (1962)
- Sikke'n familie, soggetto, co-regia con Alice O'Fredericks (1963)